# Commelle-Vernay
Commelle-Vernay is een gemeente in het Franse departement Loire (regio Auvergne-Rhône-Alpes) en telt 2792 inwoners (1999). De plaats maakt deel uit van het arrondissement Roanne.

## Geografie
De oppervlakte van Commelle-Vernay bedraagt 12,4 km², de bevolkingsdichtheid is 225,2 inwoners per km².
De onderstaande kaart toont de ligging van Commelle-Vernay met de belangrijkste infrastructuur en aangrenzende gemeenten.

## Demografie
Onderstaande figuur toont het verloop van het inwonertal (bron: INSEE-tellingen).